# Мікаель Поте
Мікае́ль Поте́ (фр. Mickaël Poté, нар. 24 вересня 1984, Ліон, Франція) — бенінський футболіст, нападник національної збірної Беніну та кіпріотського клубу АПОЕЛ.

## Клубна кар'єра
У дорослому футболі дебютував 2003 року виступами за команду клубу «Гренобль», в якій провів один сезон, взявши участь у трьох матчах чемпіонату.
Своєю грою за цю команду привернув увагу представників тренерського штабу клубу «Канн», до складу якого приєднався 2004 року. Відіграв за команду з Канн наступні три сезони своєї ігрової кар'єри.
Протягом 2007—2009 років захищав кольори команди клубу «Клермон». 2009 року уклав контракт з клубом «Ніцца», у складі якого провів наступні два роки своєї кар'єри гравця.
Згодом з 2011 по 2011 рік грав у складі команд клубів «Ле-Ман» та «Ніцца».
З 2011 року три сезони захищав кольори команди клубу «Динамо» (Дрезден). Більшість часу, проведеного у складі дрезденського «Динамо», був основним гравцем атакувальної ланки команди.
Протягом 2014—2017 років захищав кольори клубів «Омонія» та «Адана Демірспор».
До складу клубу АПОЕЛ приєднався 2017 року. Станом на 2 січня 2018 року відіграв за нікосійську команду 13 матчів в національному чемпіонаті.

## Виступи за збірну
2008 року дебютував в офіційних матчах у складі національної збірної Беніну.
У складі збірної був учасником Кубка африканських націй 2010 року в Анголі.